# Friedrich von Bülow (Manager)
Friedrich von Bülow (geboren 29. November 1889 in Köln; gestorben 17. Januar 1984 ebenda) war ein deutscher Abteilungsdirektor bei der Friedrich Krupp AG, der im Krupp-Prozess als Kriegsverbrecher zu zwölf Jahren Haft verurteilt wurde.

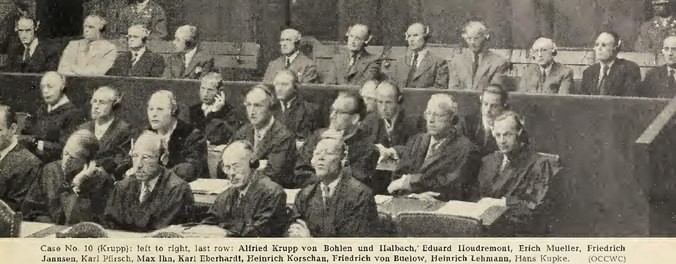
Friedrich von Bülow (3. von rechts) auf der Anklagebank

## Leben
Bülow trat am 1. April 1932 in das Berliner Zweigbüro der Friedrich Krupp AG und leitete von Oktober 1932 bis 1936 die Berliner Vertretung. Gleichzeitig war er persönlicher Assistent von Gustav Krupp von Bohlen und Halbach. Im September 1933 erfolgte seine Ernennung zum Prokuristen.
In dieser Funktion war er zwischen 1936 und 1938 Sonderverkäufer und -vertreter in Brasilien. Danach leitete er verschiedene Abteilungen in der Krupp-Gussstahlfabrik in Essen. 1939 war von Bülow „Militärischer Hauptabwehrbeauftragter“ und Leiter des Werkschutzes der Gussstahlfabrik; 1943 war er „Politischer Hauptabwehrbeauftragter“.
1944 fungierte von Bülow als Abteilungsdirektor und Krupps Vertreter bei Presse und Propaganda. Außerdem fungierte er als Kontaktmann Krupps zu NS-Vertretern, besonders der Gestapo und der SS.
Zu seinen Funktionen gehörte die Leitung der Arbeitslager des Krupp-Konzerns, in denen KZ-Häftlinge und Kriegsgefangene Zwangsarbeit leisten mussten. Damit war er mitverantwortlich für Misshandlung und systematische Unterernährung in den Lagern.
Zusammen mit Alfried Krupp von Bohlen und Halbach und elf anderen leitenden Mitarbeitern wurde er im Nürnberger Krupp-Prozess angeklagt und im Juli 1948 wegen Verbrechen in Verbindung mit Kriegsgefangenen- und Sklavenarbeit zu 12 Jahren Haft verurteilt. Nur Alfried Krupp selbst sowie sein Kollege Erich Müller erhielten eine vergleichbar hohe Haftstrafe. Sein Verteidiger war Wolfgang Pohle. Am 31. Januar 1951 wurde von Bülow begnadigt und aus der Haft im Kriegsverbrechergefängnis Landsberg entlassen.
Nach Feststellung des Gerichtes waren nur von Bülow und Ewald Loeser, im Unterschied zu den anderen angeklagten Kruppmanagern, nicht Mitglied der NSDAP.